# 二人のムラサキ東京
『二人のムラサキ東京』（ふたりのむらさきとうきょう）は、キンモクセイと東京ジェンヌによる2004年のリリースを原曲とするデュエット・ソング。

## 概要
キンモクセイと東京ジェンヌは2004年3月24日にカセットテープ、同年4月21日にCDを発表、キンモクセイのシングルとしては8枚目となる。キンモクセイの伊藤俊吾とデュエットしている東京ジェンヌは当初「謎の覆面歌手」とされていた。東京ジェンヌが誰であるか、当時話題となった。後に東京ジェンヌは松たか子であることが公表された。
伊藤俊吾は「二人のムラサキ東京」を作る以前、松たか子に「黄昏電車」を作っている。「二人のムラサキ東京」リリース後間もなく2004年4月25日に行われたキンモクセイの日比谷野外大音楽堂ライブ「スーパーライヴ 春だらけ、野音でジャンプ 森とビルと仲間達」にて、伊藤俊吾は東京ジェンヌに書いた曲であると松たか子の「黄昏電車」を紹介してキンモクセイが「黄昏電車」をカバー演奏し、東京ジェンヌの正体は松たか子であると判明した。
曲中の台詞部分は、レコーディングの際に思いつきで録音された。
キンモクセイと東京ジェンヌバージョンのミュージック・ビデオ（PV）はジャケット同様のアングルで赤坂側から東京タワーや六本木ヒルズ方面を映す場面などがあり、登場する女性は時任歩。
2004年7月21日にポカスカジャン&ヒルタ・ナユミと魅惑の東京サロンが「二人のムラサキ東京」のカバーをリリースした。ポカスカジャンのシングルとしては2枚目となる。
日本における2004年の歌としては、懐かしいメロディで構成されている。

## トラック

### キンモクセイと東京ジェンヌ

#### カセットテープ
- A面 - 二人のムラサキ東京（作詞・作曲:伊藤俊吾、編曲:佐橋佳幸・キンモクセイ）
- B面 - 二人のムラサキ東京 オリジナル・カラオケ

#### CDシングル
1. 二人のムラサキ東京
2. 愛の食事(New mix like 60's)（作詞・作曲:伊藤俊吾、編曲:佐橋佳幸・キンモクセイ）
  - アルバム『風の子でいたいね』収録曲のリミックス版。
3. 二人のムラサキ東京 オリジナル・カラオケ

### ポカスカジャン&ヒルタ・ナユミと魅惑の東京サロン

#### CDシングル
1. 二人のムラサキ東京
2. 葛飾は今日も雨だった
3. 浜松町で逢いましょう
4. 二人のムラサキ東京(純カラオケ)
5. 二人のムラサキ東京(カラオケ 男性ボーカルレス)
6. 二人のムラサキ東京(カラオケ 女性ボーカルレス)
7. 葛飾は今日も雨だった(純カラオケ)